# راؤول مارتين (كاهن كاثوليكي)
راؤول مارتين (بالإسبانية: Raúl Martín)‏ هو كاهن كاثوليكي أرجنتيني، ولد في 9 أكتوبر 1957 في بوينس آيرس في الأرجنتين.